# Ɛ̱̈
Cette page contient des caractères spéciaux ou non latins. S’ils s’affichent mal (▯, ?, etc.), consultez la page d’aide Unicode.
Ɛ̱̈ (minuscule : ɛ̱̈), appelé epsilon tréma macron souscrit, est un graphème utilisé dans l’écriture du nuer.
Il s'agit de la lettre epsilon diacritée d’un tréma et d'un macron souscrit.

## Représentations informatiques
L’epsilon tréma macron souscrit peut être représenté avec les caractères Unicode suivants :
- décomposé et normalisé (latin étendu B, Alphabet phonétique international, diacritiques)[1],[2],[3] :

| formes    | représentations | chaînes de caractères | points de code       | descriptions                                                                   |
| --------- | --------------- | --------------------- | -------------------- | ------------------------------------------------------------------------------ |
| capitale  | Ɛ̱̈               | Ɛ◌̱◌̈                   | U+0190 U+0331 U+0308 | lettre majuscule latine e ouvert diacritique macron souscrit diacritique tréma |
| minuscule | ɛ̱̈               | ɛ◌̱◌̈                   | U+025B U+0331 U+0308 | lettre minuscule latine epsilon diacritique macron souscrit diacritique tréma  |